# John Nelson (voetballer)
John Nelson (Johnstone, 1905 - New York, 30 november 1984) is een voormalig Schots voetballer. In zijn carrière heeft hij bij verschillende clubs in de Verenigde Staten gespeeld. In het seizoen 1930 werd hij topscorer in de American Soccer League.

## Prijzen

### Topscorer American Soccer League
- Winnaar (1): 1930 (??)